# حقوق الإنسان في ناورو
ناورو دولة جُزرية صغيرة في جنوب المحيط الهادئ، وهي الجمهورية المستقلة الأقل سكانًا في العالم، حيث يبلغ عدد سكانها 9322 نسمة. تعمل حكومة ناورو بموجب دستورها، ويتضمن الجزء الثاني منه «حماية الحقوق والحريات الأساسية». أجرى مجلس حقوق الإنسان (UNRC) الاستعراض الدوري الشامل لناورو (UPR) في يناير 2011. وكان الاستعراض مرضيًا عمومًا في عدد قليل من المجالات المثيرة للقلق.

## معاهدات حقوق الإنسان
أصبحت ناورو عضوًا في الأمم المتحدة في 14 سبتمبر 1999. من بين المعاهدات الأساسية التسع لحقوق الإنسان، صدّقت ناورو أو انضمت إلى أربع منها -اتفاقية الأمم المتحدة لحقوق الطفل (UNCRC) واتفاقية القضاء على جميع أشكال التمييز ضد المرأة (CEDAW)، واتفاقية مناهضة التعذيب (CAT)، واتفاقية حقوق الأشخاص ذوي الإعاقة (CRPD). تم التوقيع على العهد الدولي الخاص بالحقوق المدنية والسياسية (ICCPR) إلى جانب البروتوكول الاختياري الأول في 12 نوفمبر 2001، لكن لم يتم التصديق عليهما بعد. ذكرت ناورو أن عبء الحضور، وتحديدًا التكلفة المالية، كان عاملًا هامًا وراء انخفاض معدل مشاركتها في الوثائق الدولية لحقوق الإنسان.
نظرًا لاستخدام أستراليا لمركز احتجاز على جزيرة ناورو لإيواء طالبي اللجوء، واستجابة لتوصيات كثيرة من الدول الأخرى وهيئات مراقبة حقوق الإنسان، صدّقت ناورو في يونيو 2011 على اتفاقية عام 1951 الخاصة بوضع اللاجئين. انضمت ناورو أيضًا إلى البروتوكول الاختياري لاتفاقية مناهضة التعذيب (OPCAT) في 24 يناير 2013.

## حقوق المرأة
يُعدّ العنف الأسري مشكلة شائعة في ناورو وقد تمت الإشارة إليه بشكل متكرر خلال تقرير الاستعراض الدوري الشامل. استجابة لذلك، قبلت ناورو التوصيات من أجل التصديق على اتفاقية القضاء على جميع أشكال التمييز ضد المرأة ولفتت الانتباه إلى العديد من التدابير القائمة بالفعل. أصبح القضاء على العنف الأسري أولوية وطنية منذ عام 2002 عندما أنشأت الحكومة مكتب شؤون المرأة. في عام 2008، تلقت شرطة ناورو التمويل لإنشاء وحدة لمكافحة العنف الأسري ومأوى للضحايا. يوم المرأة العالمي هو عطلة وطنية. ويُعدّ العنف الأسري والانتقام الإباحي في قانون الجرائم لعام 2016 جريمة جنائية منذ مايو 2016.

## حقوق مجتمع الميم
حل قانون الجرائم لعام 2016 الصادر في مايو 2016 محل القانون الجنائي الناوروني لعام 1899، وأزال أي عقوبات جنائية على ممارسة الجنس بالتراضي بين البالغين المثليين وبمنأى عن الأنظار.

## إصلاحات

### التعديلات الدستورية المقترحة
في عام 2009، أقر برلمان ناورو مشروع قانون لتعديل الجزء الثاني من الدستور. اقترح التعديل توسيع نطاق حماية حقوق المعوقين والبيئة والأطفال وكذلك الاعتراف بحق الحصول على الرعاية الصحية والتعليم وإجازة الأمومة في الدستور. فشل التعديل في الحصول على موافقة الثلثين المطلوبة في استفتاء أُجري في 27 فبراير 2010. تهدف لجنة مراجعة الدستور -وهي لجنة دائمة في البرلمان- إلى استكشاف أشكال بديلة لإجراء استفتاء لاحق.

### قانون الجرائم لعام 2016
في مايو 2016، نفّذت ناورو قانون الجرائم الجديد لعام 2016، الذي حدّث نظام العدالة الجنائية في ناورو وجعله يتماشى مع الإعلان العالمي لحقوق الإنسان.

## المؤسسة الوطنية لحقوق الإنسان
لا يوجد في ناورو مؤسسة وطنية لحقوق الإنسان. لكن في نوفمبر 2009، دعت ناورو وفدًا لزيارة البلاد وإسداء المشورة للحكومة بشأن إمكانية إنشاء آلية وطنية لحقوق الإنسان. ضمّ المندوبون ممثلين عن منتدى آسيا والمحيط الهادئ ومكتب المفوضية السامية للأمم المتحدة لحقوق الإنسان (OHCHR). لاحظت عدة دول في الاستعراض الدوري الشامل أنه منذ قدوم الوفد، لم تتخذ ناورو خطوات إضافية لإنشاء مؤسسة لحقوق الإنسان وأوصت بمعالجة ذلك. قبلت ناورو هذه التوصيات لكنها ذكرت أن الموارد والخبرات تمثل «أكبر العقبات» في السعي لتحقيق هذا الهدف وذكرت أن تمويل المؤسسات الأخرى يحظى بالأولوية.